# 阿史德氏
阿史德氏（中古汉语: *ʔɑ-ʃɨXtək̚；古藏语：A sha sde’），突厥汗國重要氏族，也是其外戚氏族。

## 历史
根據1161年中国宋代學者鄭樵《通志·卷二十九》中的說法，阿史德氏祖先是一個稱“始善可汗”的人。阿史德氏與突厥汗族阿史那氏的密切關係反映在《酉陽雜俎·卷四》記載的一則神話，“突厥之先曰射摩舍利海神，神在阿史德窟西。射摩有神异。又海神女每日暮以白鹿迎射摩入海，至明送出」，講述了阿史那氏祖先射摩愛上阿史德穴西邊海神的故事。
第一突厥汗国时期，阿史德氏虽贵为可汗姻族，但在政治上却处于汗族阿史那氏之附属地位。突厥第一汗国瓦解和突厥属唐时期，内部摆脱汗族之限制，外部得益于唐之羁縻府州政策及扶持、宠遇，阿史德氏的实力因之壮大，遂成为突厥复国运动的最初发起者和中坚力量，并为其在第二汗国时期（后突厥汗国）的尊崇地位奠定基础。後突厥时期，藉其累积的声望和大幅提升的部落实力，兼以其本部落灵魂人物暾欲谷个人智勇和号召力，阿史德氏最终得与阿史那氏共掌突厥国政。不过终突厥时代，阿史德氏始终未能突破其与汗族阿史那氏基本关系框架中之辅弼地位，此当与古突厥传统的汗权正统观念有关。

## 著名人物
该氏族有名人物是後突厥汗國時代謀臣暾欲谷和阿史德夫人兒子安祿山、史思明。

## 染色体分析
中國复旦大学科技考古研究院的文少卿团队在2015-2016年间研究了阿史德氏的Y染色体DNA单倍型类群样本，结论是阿史德氏的Y染色体属于Q1a-L53。

## 词源与同源词研究
阿史德这个姓氏词源不明。
英国伊朗学家H.W.贝利认为该名可能和伊朗语表示“统治者”的词*xšaita有关，比较粟特语xšēδ和axšēδ。
哈萨克斯坦俄罗斯裔學者尤里·祖耶夫则将阿史德（中古汉语：*ʔɑ-ʃɨXtək̚）一词重建为古突厥语*Ashtak，认为來自中古波斯語*Azdahāg（佐哈克），后者来自阿维斯塔语的*Aži Dahāka（阿兹达哈卡），即“大蛇、龍”。